# Ревы
Ревы (укр. Реви) — село,
Ольшанский сельский совет,
Недригайловский район,
Сумская область,
Украина.
Код КОАТУУ — 5923584405. Население по переписи 2001 года составляло 95 человек .

## Географическое положение
Село Ревы находится в 2-х км от левого берега реки Сула.
На расстоянии в 0,5 км расположены сёла Рудка (Ольшана) и Кушниры.
Через село проходит автомобильная дорога Н-07.